# Didelphis virginiana
Pour les articles homonymes, voir Opossum.
Ne doit pas être confondu avec Opossum américain.
Espèce
Répartition géographique
Statut de conservation UICN

 LC  : Préoccupation mineure
Didelphis virginiana est une espèce de Didelphidae qui possède de nombreux noms vernaculaires en français, tels qu'Opossum de Virginie,, Opossum d'Amérique, Sarigue d'Amérique du Nord, rat de bois (en français louisianais), Sarigue de Virginie ou Opossum d'Amérique du Nord. Il s'agit de la plus grande espèce des Didelphidae. C'est le seul marsupial que l'on peut trouver au nord du Mexique. Son aire de répartition comprend la côte ouest des États-Unis et tout l'est des États-Unis jusqu'au sud de l'Ontario et du Québec au Canada et jusqu'au Costa Rica en Amérique centrale. Il est chassé pour sa chair et sa fourrure.

## Description

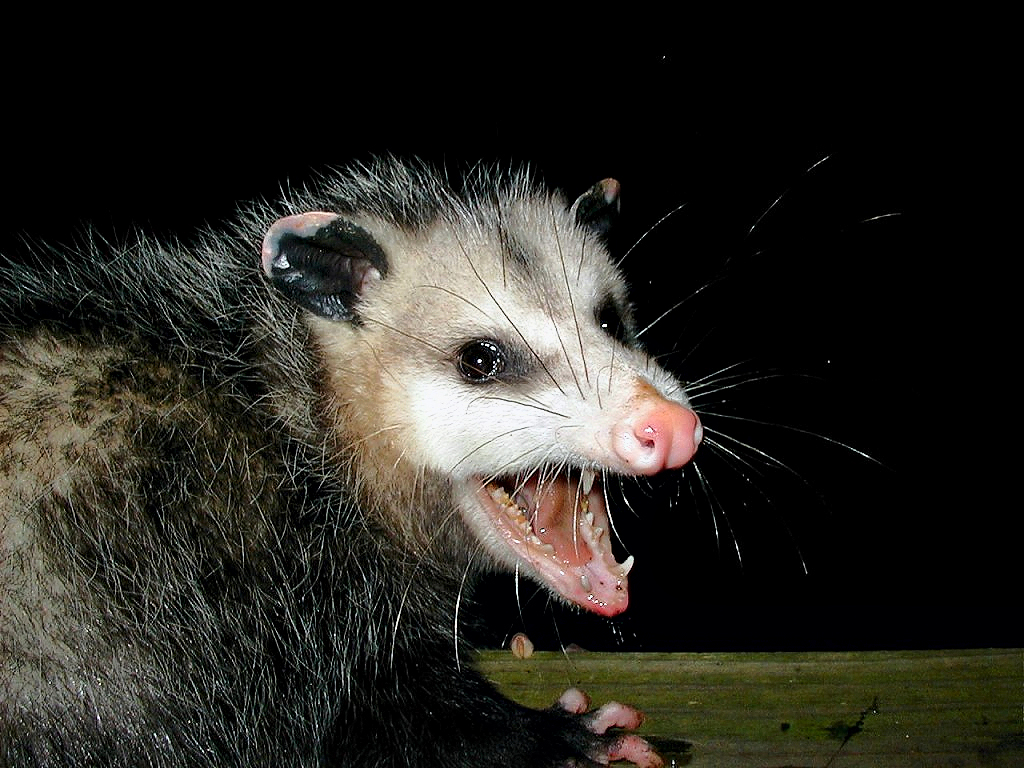
Photo d'Opossum d'Amérique

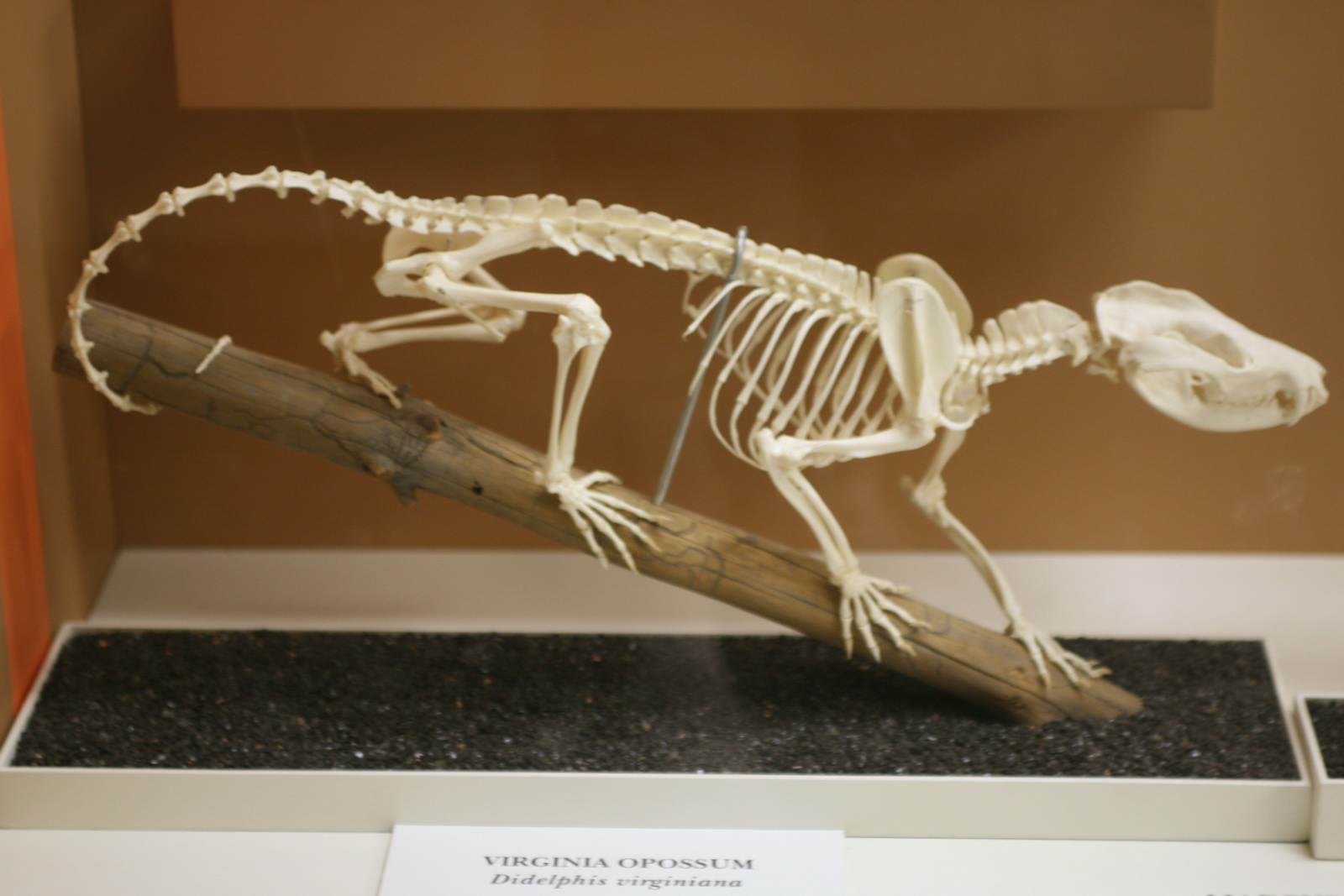
Squelette de l'Opossum de Virginie montrant la queue préhensile.

L'Opossum de Virginie mesure entre 65 et 85 cm de long, dont entre 22 et 40 cm pour sa queue préhensile, avec un poids compris entre 1 et 5 kg, ce qui lui donne environ la taille d'un chat domestique et en fait le plus grand de tous les opossums,. Les nouveau-nés ont un poids compris entre 0,13 et 0,16 g,. Leurs pattes mesurent généralement entre 60 et 80 mm et leurs oreilles 45 mm. Les mâles sont légèrement plus gros que les femelles.
Sa fourrure est grise ou gris-brun plus ou moins sombre sur tout l'individu, sauf la face et la gorge qui sont blanches. Le sous-poil a une base blanche et une extrémité sombre ; un poil de garde plus long, gris pâle ou blanc, dépasse du sous-poil et confère à l'animal son aspect hirsute. Les populations du nord présentent davantage de sous-poil que celles du sud. L'opossum présente la plupart du temps des zones noires au niveau des oreilles et du bas des pattes. Sa queue préhensile est glabre.

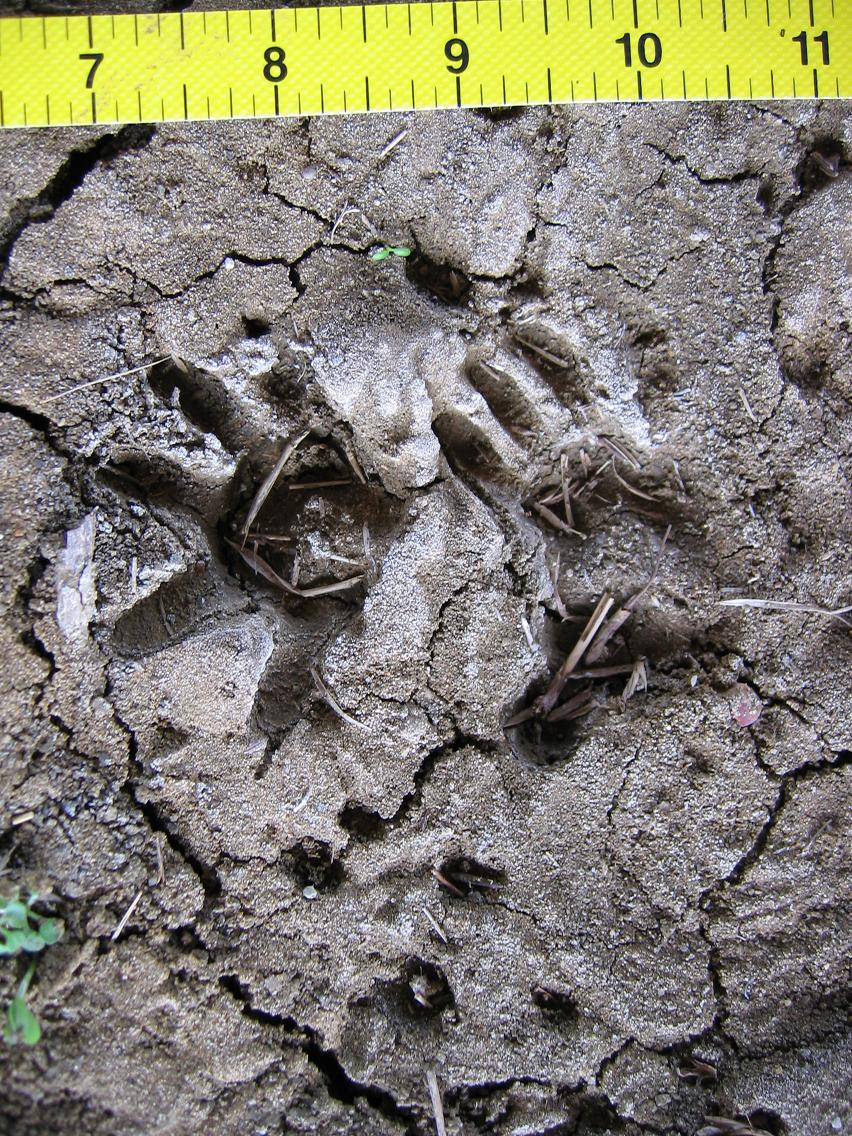
La trace de droite est celle d'une patte arrière droite et la gauche est celle d'une patte avant gauche. Le mètre ruban jaune est gradué en pouces

La queue, qui rappelle par son aspect celle du rat, est dénudée, longue, cylindrique et préhensile, ce qui lui permet de s'accrocher aux branches ou de transporter de petits objets. Les oreilles sont elles aussi dénudées ; elles sont grandes, noires avec une bordure supérieure rosâtre. La tête est allongée et le museau pointu porte de longues vibrisses ; la truffe est rose. Cet animal a cinquante dents, et, aux pattes arrière, un pouce opposable aux autres doigts et dépourvu de griffe.
Les femelles possèdent une poche marsupiale où les petits se développent après leur naissance. Elle a dans cette poche treize mamelles disposées pour douze d'entre elles en cercle, et pour la treizième au centre du cercle,.
Les Opossums de Virginie ont une longévité de 18 mois en moyenne. Le record de longévité est de 3 ans chez un individu en liberté. En captivité, ils peuvent vivre jusqu'à 7 ans.

## Comportement

### Mœurs
L'Opossum de Virgnie est presque exclusivement nocturne. Il est actif à longueur d'année à l'exception de la fin de l'automne et en hiver où il ne sort pas les jours où il fait trop froid. En effet, il n'hiberne pas et souffre souvent d'engelures aux oreilles et à la queue. Il se déplace lentement et grimpe facilement aux arbres grâce à sa queue préhensile et ses pouces opposables. Il nage bien et est capable de plonger sous l'eau.

### Alimentation

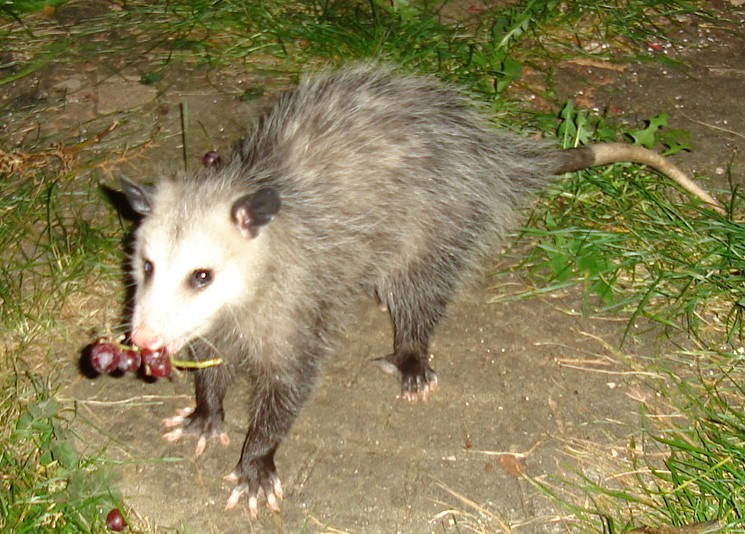
L'Opossum de Virginie est un omnivore opportuniste : il a ici trouvé une grappe de raisin.

Cet animal est omnivore, il se nourrit de fruits et de graines, mais aussi et surtout d'insectes et autres petits animaux tels que des grenouilles, des serpents, des salamandres, des oiseaux, des vers de terre, des insectes et des petits mammifères ainsi que de charognes. Animal nocturne, il se nourrit surtout de nuit. Il n'hésite pas à aller sur les routes pour récupérer les restes d'animaux tués par les voitures, au péril de sa propre vie, ou à fouiller les poubelles. En captivité (mais on n'a jamais observé ce fait dans la nature), il est cannibale et tout animal blessé doit être séparé de ses congénères .

### Relations intra et interspécifiques
Animal généralement solitaire, son comportement social est peu développé, mais on peut parfois voir des groupes de jeunes femelles. Les mâles sont plus agressifs et peuvent se battre férocement entre eux ou se menacer mutuellement par des crachements et des grincements, la bouche grande ouverte pour montrer les dents aiguës, et salivant.
Lorsque l'Opossum de Virgnie se sent menacé, il pousse des cris aigus et se met à grogner en montrant ses dents. Une de ses particularités réside dans son habileté à parfaitement simuler la mort en se couchant sur le côté et en se mettant dans un état quasi catatonique avec les membres raides et la langue pendante alors que ses mouvements respiratoires deviennent quasi imperceptibles,. Le danger passé, il se réveille et fuit. Sous la menace, il peut aussi excréter un liquide verdâtre malodorant, grâce à deux glandes situées au niveau de l'anus. En dehors de l'humain qui le chasse pour sa chair et sa fourrure, ses prédateurs sont le chien, le coyote, le grand-duc, le lynx roux, le renard gris et le renard roux.

### Reproduction
Les opossums se reproduisent une fois par an dans la région du Canada et deux à trois fois par an dans les régions du Sud.
Lorsqu'ils présentent deux saisons de reproduction annuelles, ces oppossums s'y consacrent de la fin janvier à la fin mars, puis, de la mi-mai au début de juin,. La mère donne naissance à une portée de 5 à 21 larves marsupiales, mais généralement de 6 à 9, après une période de gestation de douze ou treize jours après l'accouplement,. Lorsqu'elles viennent au monde, les larves n'ont pas d'yeux ni d'oreilles apparents et leurs pattes postérieures ne sont pas encore développées. Dès leur naissance, les petits doivent grimper depuis la zone génitale de leur mère jusqu'à sa poche marsupiale, où ils s'accrocheront à une de ses onze à treize mamelles. Ceux qui ne parviennent pas à la poche marsupiale, ou ne parviennent pas à s'accrocher à une mamelle, mourront. De 50 à 65 jours après la naissance après être restés accrochés aux mamelles, les juvéniles sortent de la poche marsupiale et commencent à ouvrir les yeux,. Ils seront souvent transportés sur le dos ou la queue de leur mère par la suite. Entre 90 et 105 jours après la naissance, les petits sont sevrés et deviennent indépendants,. Ils atteignent leur maturité vers la fin de leur premier été ou printemps suivant à l'âge de 6 à 12 mois, généralement 6 mois pour les femelles et 8 mois pour les mâles,. L'espérance de vie est de 2 à 3 ans pour un animal sauvage et de 6 ans et demi pour un individu en captivité.

## Répartition et habitat

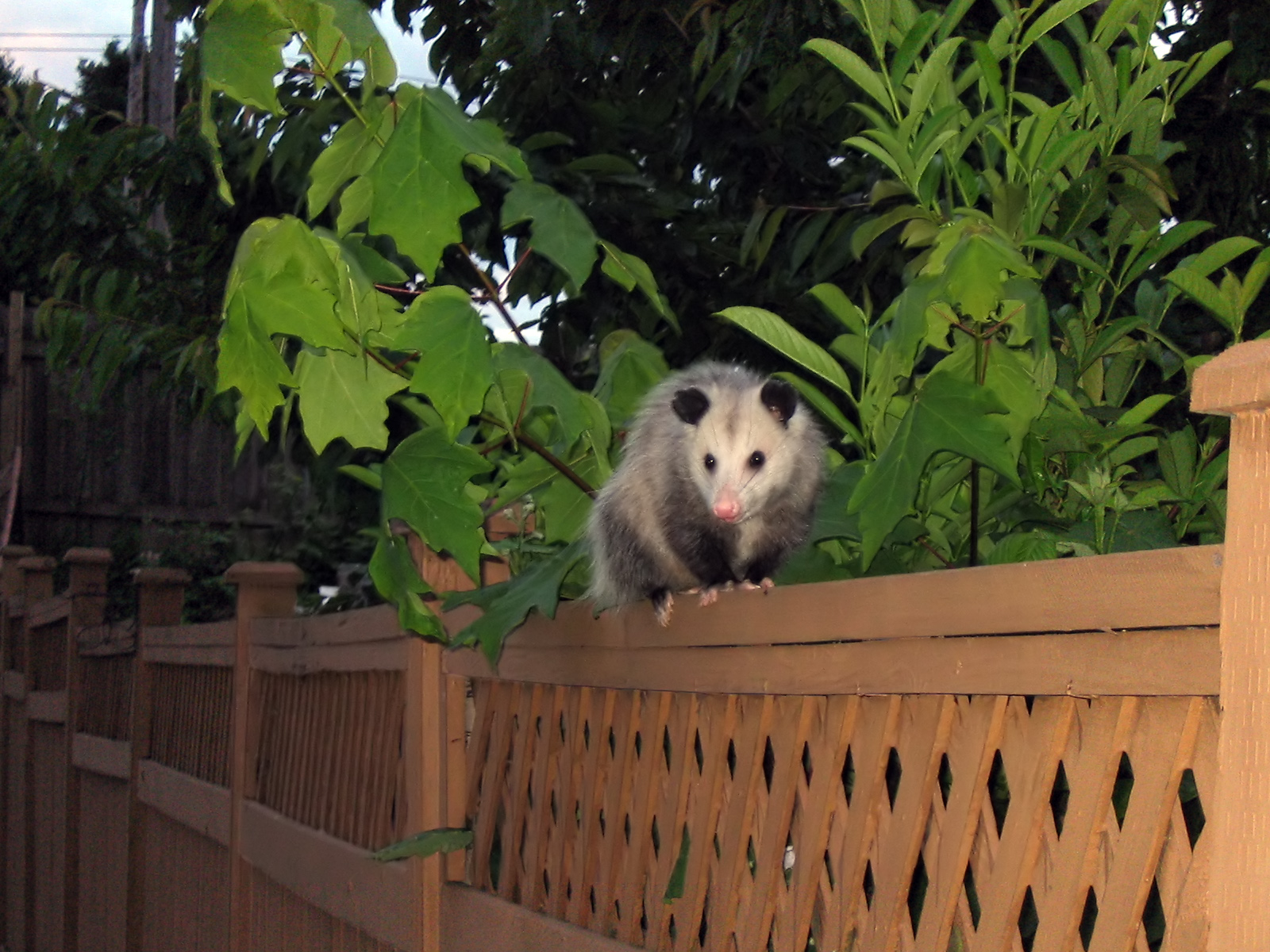
Les Opossums de Virginie se sont fort bien acclimatés à la vie urbaine

C'est un animal fort répandu dans sa zone de distribution, à l'est du continent nord-américain à partir du sud-est du Canada jusqu'au Costa Rica. On peut le trouver jusqu'à 3 000 m d'altitude en Amérique Centrale. Cette espèce a été introduite en Californie dans l'ouest de l'Amérique du Nord en 1910. Son aire de répartition semble être en train de s'élargir vers le nord,. En effet, l'espèce s'est établie sur la côte du Pacifique depuis la Basse-Californie aux États-Unis au sud jusqu'au sud de la Colombie-Britannique au Canada au nord.
Même s'il préfère les forêts humides et clairsemées et les champs broussailleux en bordures de marais et de rivières, on peut trouver cet animal arboricole dans des milieux plus secs, voire semi-arides. Omnivore opportuniste, son habitat est souvent localisé près des villes, où il fouille les déchets laissés par l'humain et profite des restes d'animaux morts tués sur la route, mais on peut aussi le trouver au niveau des régions boisées ou cultivées.
Il s'aménage un nid avec des herbes et des feuilles dans un terrier abandonné par une marmotte commune, une mouffette rayée ou un blaireau, un arbre creux, sous une souche, un tas de pierres ou un bâtiment ou entre les racines d'un arbre,.

## Systématique

### Sous-espèces
Il existe quatre sous-espèces de Didelphis virginiana:
- Didelphis virginiana californica (Bennett, 1833)
- Didelphis virginiana pigra (Bangs, 1898)
- Didelphis virginiana virginiana (Kerr, 1792)
- Didelphis virginiana yucatanensis (J. A. Allen, 1901)

## Statut et préservation

### Menaces pesant sur l'espèce
Les principaux prédateurs naturels de cette espèce sont les renards, les coyotes et les rapaces ; dans les régions où l'opossum est présent, il représente même une importante source de nourriture pour ces prédateurs.
Ils sont aussi chassés par les humains, pour leur viande et leur fourrure, mais aussi en tant qu'animal de laboratoire ou simplement parce qu'ils fouillent les poubelles ou parce qu'ils sont (comme de nombreux autres mammifères) susceptibles de véhiculer la rage, mais la transmission à l'homme reste rare. Ils sont très souvent victimes de la circulation routière, du fait de leur habitude de parcourir les routes de nuit, à la recherche d'animaux tués par les véhicules. Ils sont aussi victimes d'attaques de chats et de chiens.

### Statut légal
Du fait de l'adaptation de cette espèce aux milieux urbanisés, et l'élargissement de son aire de répartition, elle a été classée par l'UICN dans la catégorie « préoccupation mineure ».